# Pjesma Eurovizije 2012.
Pjesma Eurovizije 2012. bila je 57. po redu Eurovizija. Održana je 22., 24. i 26. svibnja 2012. godine u Bakuu, glavnom gradu Azerbajdžana. Azerbajdžanski predstavnici Eldar Gasimov i Nigar Jamal pobijedili su na Eurosongu 2011. u Düsseldorfu s pjesmom "Running Scared".
Pobijedila je švedska predstavnica Loreen s pjesmom "Euphoria" i osvojena 372 boda. Rusija je završila druga, dok je Srbija bila na trećem mjestu. Domaćin Azerbajdžan završio je na četvrtom mjestu. Albanija je završila na petom mjestu koje je ujedno i najbolji plasman povijesti te države. Njemačka (8. mjesto), Italija (9. mjesto) i Španjolska (10. mjesto) koje su dio Velikih 5 država završile su u top 10.

## Sudionice
17. siječnja 2012. godine potvrđeno je da će na ovom natjecanju sudjelovati 42 zemlje.
Prije samoga ždrijeba, zemlje su raspoređene u 6 skupina prema kojima su i ždrijebane:
| Skupina 1                                                                                          | Skupina 2                                                  | Skupina 3                                                        | Skupina 4                                                  | Skupina 5                                                | Skupina 6                                                            |
| -------------------------------------------------------------------------------------------------- | ---------------------------------------------------------- | ---------------------------------------------------------------- | ---------------------------------------------------------- | -------------------------------------------------------- | -------------------------------------------------------------------- |
| - Albanija - Bosna i Hercegovina - Hrvatska - Sjeverna Makedonija - Srbija - Crna Gora - Švicarska | - Danska - Estonija - Finska - Island - Norveška - Švedska | - Bjelorusija - Gruzija - Izrael - Moldavija - Ukrajina - Rusija | - Armenija - Belgija - Cipar - Grčka - Nizozemska - Turska | - Irska - Latvija - Litva - Malta - Portugal - Rumunjska | - Bugarska - Mađarska - Austrija - San Marino - Slovenija - Slovačka |

## Prva poluzavršna večer
- Azerbajdžan,  Italija &  Španjolska

| Poredak | Država     | Jezik                | Izvođač                | Pjesma                    | Prijevod               | Bodova | mjesto |
| ------- | ---------- | -------------------- | ---------------------- | ------------------------- | ---------------------- | ------ | ------ |
| 5       | Albanija   | albanski, latinski   | Rona Nishliu           | "Suus"                    | Personalno             | 146    | 2      |
| 8       | Belgija    | engleski             | Iris                   | "Would You?"              | Želiš li?              | 16     | 17     |
| 9       | Finska     | švedski              | Pernilla Karlsson      | "När jag blundar"         | Kada zatvorim oči      | 41     | 12     |
| 3       | Grčka      | engleski             | Eleftheria Eleftheriou | "Aphrodisiac"             | Afrodizijak            | 116    | 4      |
| 2       | Island     | Islandski            | Gréta Salóme & Jónsi   | "Mundu eftir mér"         | Ne zaboravi            | 75     | 8      |
| 4       | Latvija    | engleski             | Anmary                 | "Beautiful Song"          | Lijepa pjesma          | 17     | 16     |
| 1       | Crna Gora  | engleski             | Rambo Amadeus          | "Euro Neuro"              | -                      | 20     | 15     |
| 6       | Rumunjska  | španjolski, engleski | Mandinga               | "Zaleilah"                | -                      | 120    | 3      |
| 7       | Švicarska  | engleski             | Sinplus                | "Unbreakable"             | Neslomljiv             | 45     | 11     |
| 12      | Cipar      | engleski             | Ivi Adamou             | "La La Love"              | La la ljubavi          | 91     | 7      |
| 13      | Danska     | engleski             | Soluna Samay           | Should've Known Better    | Trebala bi znati bolje | 63     | 9      |
| 15      | Mađarska   | engleski             | Compact Disco          | "Sound Of Our Hearts"     | Zvuk našeg srca        | 52     | 10     |
| 18      | Irska      | engleski             | Jedward                | "Waterline"               | Fontana                | 92     | 6      |
| 10      | Izrael     | engleski             | Izabo                  | "Time"                    | Vrijeme                | 33     | 13     |
| 17      | Moldavija  | engleski             | Pasha Parfeny          | "Lăutar"                  | Tradicionalna glazba   | 100    | 5      |
| 16      | Austrija   | njemački             | Trackshittaz           | "Woki mit deim Popo"      | Tresi guzom            | 8      | 18     |
| 14      | Rusija     | udmurtski, engleski  | Buranovskiye Babushki  | "Party for Everybody"     | Zabava za sve          | 152    | 1      |
| 11      | San Marino | engleski             | Valentina Monetta      | "The Social Network Song" | Pjesma društvene mreže | 31     | 14     |

## Druga poluzavršna večer
- Francuska,  Ujedinjeno Kraljevstvo &  Njemačka

| Poredak | Država              | Jezik               | Izvođač           | Pjesma                  | Prijevod               | Bodova | mjesto |
| ------- | ------------------- | ------------------- | ----------------- | ----------------------- | ---------------------- | ------ | ------ |
| 08      | Bugarska            | bugarski            | Sofi Marinova     | "Love Unlimited"        | Ljubav je neograničena | 45     | 11     |
| 02      | Sjeverna Makedonija | makedonski          | Kaliopi           | "Crno i Belo"           | Crno i bijelo          | 53     | 9      |
| 04      | Malta               | engleski            | Kurt Calleja      | "This Is the Night"     | Ovo je ta noć          | 70     | 7      |
| 03      | Nizozemska          | engleski            | Joan Franka       | "You and Me"            | Ti i ja                | 35     | 15     |
| 07      | Ukrajina            | engleski            | Gaitana           | "Be My Guest"           | Budi moj gost          | 64     | 8      |
| 06      | Portugal            | portugalski         | Filipa Sousa      | "Vida minha"            | Moj život              | 39     | 13     |
| 01      | Srbija              | srpski              | Željko Joksimović | "Nije ljubav stvar"     | -                      | 159    | 2      |
| 05      | Bjelorusija         | engleski            | Litesound         | "We Are the Heroes"     | Mi smo heroji          | 35     | 16     |
| 17      | Bosna i Hercegovina | bošnjački           | MayaSar           | "Korake ti znam"        | -                      | 77     | 6      |
| 14      | Estonija            | estonski            | Ott Lepland       | "Kuula"                 | Slušaj                 | 100    | 4      |
| 12      | Gruzija             | engleski, gruzijski | Anri Jokhadze     | "I'm a Joker"           | Ja sam džoker          | 36     | 14     |
| 10      | Hrvatska            | hrvatski            | Nina Badrić       | Nebo                    | -                      | 42     | 12     |
| 18      | Litva               | engleski            | Donny Montell     | "Love Is Blind"         | Ljubav je slijepa      | 104    | 3      |
| 16      | Norveška            | engleski            | Tooji             | "Stay"                  | Ostani                 | 45     | 10     |
| 09      | Slovenija           | slovenski           | Eva Boto          | "Verjamem"              | Vjerujem               | 31     | 17     |
| 15      | Slovačka            | engleski            | Max Jason Mai     | "Don't Close Your Eyes" | Ne zatvaraj oči        | 22     | 18     |
| 13      | Turska              | engleski            | Can Bonomo        | "Love Me Back"          | Voli me                | 80     | 5      |
| 11      | Švedska             | engleski            | Loreen            | "Euphoria"              | Euforija               | 181    | 1      |

## Završnica
| Poredak | Država                 | Jezik                | Izvođač                | Pjesma                               | Prijevod                | Bodova | mjesto |
| ------- | ---------------------- | -------------------- | ---------------------- | ------------------------------------ | ----------------------- | ------ | ------ |
| 01.     | Ujedinjeno Kraljevstvo | engleski             | Engelbert Humperdinck  | Love Will Set You Free               | Ljubav će te osloboditi | 12     | 25.    |
| 02.     | Mađarska               | engleski             | Compact Disco          | Sound of Our Hearts                  | Zvuk našeg srca         | 19     | 24.    |
| 03.     | Albanija               | albanski             | Rona Nishliu           | Suus'                                | Osobno                  | 146    | 5.     |
| 04.     | Litva                  | engleski             | Donny Montell          | Love is Blind                        | Ljubav je slijepa       | 70     | 14.    |
| 05.     | Bosna i Hercegovina    | bošnjački            | Maya Sar               | Korake ti znam                       | -                       | 55     | 18.    |
| 06.     | Rusija                 | udmurtski, engleski  | Buranovskiye Babushki  | "Party for Everybody"                | Zabava za sve           | 259    | 2.     |
| 07.     | Island                 | Islandski            | Gréta Salóme & Jónsi   | "Mundu eftir mér"                    | Ne zaboravi             | 46     | 20.    |
| 08.     | Cipar                  | engleski             | Ivi Adamou             | "La La Love"                         | La la ljubavi           | 65     | 16.    |
| 09.     | Francuska              | francuski, engleski  | Anggun                 | "Echo (You and I)"                   | Eko (Ti i ja)           | 21     | 22.    |
| 10.     | Italija                | engleski, talijanski | Nina Zilli             | "L'amore è femmina (Out of Love)"    | Ljubav je žensko        | 101    | 9      |
| 11.     | Estonija               | estonski             | Ott Lepland            | "Kuula"                              | Slušaj                  | 120    | 6.     |
| 12.     | Norveška               | engleski             | Tooji                  | "Stay"                               | Ostani                  | 7      | 26.    |
| 13.     | Azerbajdžan            | engleski             | Sabina Babayeva        | When the Music Dies                  | Kada glazba umre        | 150    | 4.     |
| 14.     | Rumunjska              | španjolski, engleski | Mandinga               | Zaleilah                             | -                       | 71     | 12.    |
| 15.     | Danska                 | engleski             | Soluna Samay           | Should've Known Better               | Trebala sam bolje znati | 21     | 23.    |
| 16.     | Grčka                  | engleski             | Eleftheria Eleftheriou | Aphrodisiac                          | -                       | 64     | 17.    |
| 17.     | Švedska                | engleski             | Loreen                 | Euphoria                             | -                       | 372    | 1.     |
| 18.     | Turska                 | engleski             | Can Bonomo             | Love me back                         | Uzvrati mi ljubav       | 112    | 7.     |
| 19.     | Španjolska             | španjolski           | Pastora Soler          | Quédate conmigo                      | Ostani samnom           | 97     | 10.    |
| 20.     | Njemačka               | engleski             | Roman Lob              | Standing Still                       | I dalje stojim          | 110    | 8.     |
| 21.     | Malta                  | engleski             | Kurt Calleja           | This is the Night                    | Ovo je ta noć           | 41     | 21.    |
| 22.     | Sjeverna Makedonija    | makedonski           | Kaliopi                | Crno i Belo (Црно и бело)            | Crno i Bijelo           | 71     | 13.    |
| 23.     | Irska                  | engleski             | Jedward                | Waterline                            | Vodena linija           | 46     | 19.    |
| 23.     | Srbija                 | srpski               | Željko Joksimović      | Nije ljubav stvar (Није љубав ствар) | -                       | 214    | 3.     |
| 24.     | Ukrajina               | engleski             | Gaitana                | Be My Guest                          | Budi moj gost           | 65     | 15.    |
| 25.     | Moldavija              | engleski             | Paha Parfeny           | Lăutar                               | Violinist               | 81     | 11.    |

## Zemlje koje nisu nastupile
- Andora

- Lihtenštajn
- Luksemburg
- Monako
- Poljska
- Armenija

## Izvođači povratnici
| Izvođač           | Država              | Prijašnji nastup(i)         |
| ----------------- | ------------------- | --------------------------- |
| Kaliopi           | Sjeverna Makedonija | 1996. (Polufinale)          |
| Željko Joksimović | Srbija              | 2004. ( Srbija i Crna Gora) |
| Jonsi             | Island              | 2004.                       |

## Vanjske poveznice
- Službena stranica Eurovizije

| Pjesma Eurovizije | Pjesma Eurovizije |
| --- | ----------------- |
| |                   |
| 01956. • 1957. • 1958. • 1959. • 1960. 1961. • 1962. • 1963. • 1964. • 1965. • 1966. • 1967. • 1968. • 1969. • 1970. 1971. • 1972. • 1973. • 1974. • 1975. • 1976. • 1977. • 1978. • 1979. • 1980. 1981. • 1982. • 1983. • 1984. • 1985. • 1986. • 1987. • 1988. • 1989. • 1990. 1991. • 1992. • 1993. • 1994. • 1995. • 1996. • 1997. • 1998. • 1999. • 2000. 2001. • 2002. • 2003. • 2004. • 2005. • 2006. • 2007. • 2008. • 2009. • 2010. 2011. • 2012. • 2013. • 2014. • 2015. • 2016. • 2017. • 2018. • 2019. • 2020. 2021. • 2022. • 2023. • 2024. • 2025. |                   |

| Pjesma Eurovizije | Pjesma Eurovizije |
| --- | ----------------- |
| |                   |
| 01956. • 1957. • 1958. • 1959. • 1960. 1961. • 1962. • 1963. • 1964. • 1965. • 1966. • 1967. • 1968. • 1969. • 1970. 1971. • 1972. • 1973. • 1974. • 1975. • 1976. • 1977. • 1978. • 1979. • 1980. 1981. • 1982. • 1983. • 1984. • 1985. • 1986. • 1987. • 1988. • 1989. • 1990. 1991. • 1992. • 1993. • 1994. • 1995. • 1996. • 1997. • 1998. • 1999. • 2000. 2001. • 2002. • 2003. • 2004. • 2005. • 2006. • 2007. • 2008. • 2009. • 2010. 2011. • 2012. • 2013. • 2014. • 2015. • 2016. • 2017. • 2018. • 2019. • 2020. 2021. • 2022. • 2023. • 2024. • 2025. |                   |